# 秩父郡
秩父郡（日语：／ Chichibu gun */?）是日本舊武藏國的和埼玉縣最西部的一郡。人口47,834人、面積351.98km²。（2005年国勢調査）

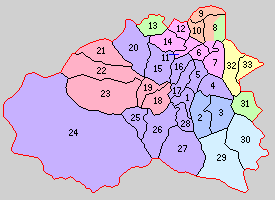
1.大宮町 2.橫瀨村 3.蘆久保村 4.高篠村 5.原谷村 6.皆野村 7.三澤村 8.白鳥村 9.樋口村 10.野上村 11.國神村 12.金澤村 13.矢納村 14.日野澤村 15.下吉田村 16.大田村 17.尾田蒔村 18.長若村 19.小鹿野町 20.上吉田村 21.倉尾村 22.三田川村 23.兩神村 24.大瀧村 25.白川村 26.中川村 27.浦山村 28.影森村 29.名栗村 30.吾野村 31.大椚村 32.槻川村 33.大河原村 （紫：秩父市 藍：橫瀨町 紅：小鹿野町 桃紅：皆野町 橙：長瀞町 黃：東秩父村 水藍：飯能市 綠的8：大里郡寄居町 綠的13：兒玉郡神川町 綠的31：比企郡都幾川町）

現轄有以下4町・1村。
- 小鹿野町
- 長瀞町
- 東秩父村
- 皆野町
- 橫瀨町